# Dave Filoni
Dave Filoni, född 7 juni 1974 i Mt. Lebanon, Pennsylvania, är en amerikansk regissör, producent, manusförfattare och röstskådespelare. Han har arbetat på Avatar: Legenden om Aang, The Mandalorian och på långfilmen och TV-serien Star Wars: The Clone Wars. Han var även skapare och exekutiv producent för Star Wars Rebels under alla fyra säsongerna och skaparen av Ahsoka.
I september 2016 accepterade Filoni en befordran som innebar att han framöver skulle övervaka utvecklingen av alla framtida Lucasfilm Animation-projekt.

## Filmografi (i urval)
- 1997–1999 – King of the Hill (TV-serie) (karaktär & storyboardartist, regiassistent)
- 2003 – Kim Possible (TV-serie) (storyboardartist)
- 2003 – Fillmore! (TV-serie) (storyboardartist)
- 2003–2004 – Lilo & Stitch (TV-serie) (storyboardartist)
- 2004–2005 – Dave Barbaren (TV-serie) (storyboardartist)
- 2005 – American Dragon: Jake Long (TV-serie) (storyboardartist)
- 2005 – Avatar: Legenden om Aang (TV-serie) (karaktär & storyboardartist, regi)
- 2008 – Star Wars: The Clone Wars (regi, utvecklingskonstnär)
- 2008–2020 – Star Wars: The Clone Wars (TV-serie) (manus, exekutiv producent, utvecklingskonstnär, röst)
- 2014–2018 – Star Wars Rebels (TV-serie) (medskapare, manus, exekutiv producent, storyboardartist, röst)
- 2015 – Star Wars: The Force Awakens (konceptkonstnär)
- 2016 – Rogue One: A Star Wars Story (röst)
- 2017–2018 – Star Wars Forces of Destiny (TV-serie) (exekutiv producent, storyboardartist, röst)
- 2018–2020 – Star Wars Resistance (TV-serie) (skapare, röst)
- 2019–2023 – The Mandalorian (TV-serie) (regi, manus, exekutiv producent)
- 2021–2023 – Star Wars: Uslingarna (TV-serie) (skapare, röst)
- 2021–2022 – The Book of Boba Fett (TV-serie) (regi, manus, exekutiv producent)
- 2022 – Tales of the Jedi (TV-serie) (skapare)
- 2023 – Ahsoka (TV-serie) (skapare)
- 2023 – Star Wars: Skeleton Crew (TV-serie) (exekutiv producent)
- 2024 – Star Wars: Tales of the Empire (TV-serie) (skapare)
- 2026 – The Mandalorian & Grogu (manus, producent)